# Agata Mróz-Olszewska
Agata Danuta Mróz-Olszewska (7 de Abril de 1982 - 4 de Junho de 2008) foi uma jogadora de voleibol polonesa e membro da Seleção Feminina Polonesa de Vôlei. Ela encerrou a carreira precocemente em 2007 para curar de uma leucemia, uma doença crônica que sofria desde os 17 anos.
Quarta, 4 de Junho de 2008, Agata Mróz-Olszewska morreu aos 26 anos de idade, vítima de infecção após um transplante de medula óssea.
 
"O transplante não teve tempo suficiente para começar a surtir seus efeitos", explicou o médico Alicja Chybicka, do Hospital de Transplantes em Wroclaw, na Polônia, local onde faleceu a jogadora. Na hora do transplante, foi diagnosticado a Síndrome mielodisplásica.
Agata deixou o marido Jacek Olszewski, com quem estava casada desde Junho de 2007, e sua filha Liliana, nascida em Maio de 2008.